# الوارث (أسماء الله الحسنى)
الوارث هو من أسماء الله الحسنى ، ومعناه: الباقي بعد فناء الخلق الذي يرث السماوات والأرض وما فيهما بعد موت الخلائق وانتهائها ، وقد يطلق على الإنسان في حال إرثه مالاً من ميت .

## في القرآن الكريم
جاء في القرآن الكريم بصيغة جمع المذكر السالم ، فقال تعالى :﴿وَإِنَّا لَنَحْنُ نُحْيِي وَنُمِيتُ وَنَحْنُ الْوَارِثُونَ ۝٢٣﴾ سورة الحجر:23 ، وقال :﴿وَزَكَرِيَّا إِذْ نَادَى رَبَّهُ رَبِّ لَا تَذَرْنِي فَرْدًا وَأَنْتَ خَيْرُ الْوَارِثِينَ ۝٨٩﴾ سورة الأنبياء:89 ، وقال :﴿وَكَمْ أَهْلَكْنَا مِنْ قَرْيَةٍ بَطِرَتْ مَعِيشَتَهَا فَتِلْكَ مَسَاكِنُهُمْ لَمْ تُسْكَنْ مِنْ بَعْدِهِمْ إِلَّا قَلِيلًا وَكُنَّا نَحْنُ الْوَارِثِينَ ۝٥٨﴾ سورة القصص:58 ، وورد في موضع واحد بصيغة الفعل، في قوله تعالى: ﴿إِنَّا نَحْنُ نَرِثُ الْأَرْضَ وَمَنْ عَلَيْهَا وَإِلَيْنَا يُرْجَعُونَ ۝٤٠﴾ سورة مريم:40.

## الأقوال في معناه
- قال الزجَّاج: «الوارثُ كلّ باقٍ بعد ذاهبٍ فهو وارث[2]»
- قال الحليمي: «الوارث معناه الباقي بعد ذهاب غيره[3]»
- قال ابن جرير : «ونحن نرِثُ الأرض ومَن عليها؛ بأن نُميتَ جميعَهم فلا يبقى حيّ سوانا إذا جاء ذلك الأجل[4]»
- قال الزَّجَّاجي: «الله - عزَّ وجلَّ - وارث الخلْق أجمعين؛ لأنَّه الباقي بعدهم وهم الفانون، كما قال - عزَّ وجلَّ -: ﴿إِنَّا نَحْنُ نَرِثُ الْأَرْضَ وَمَنْ عَلَيْهَا وَإِلَيْنَا يُرْجَعُونَ ۝٤٠﴾ سورة مريم:40»
- يقول ابن الأثير: «الوارث: هو الذي يرث الخلائق، ويبقى بعد فنائهم[1]»
- يقول الخطابي : «الوارث: هو الباقي بعد فناء الخلق، والمسترد أملاكهم وموارثهم بعد موتهم، ولم يزل الله باقيًا مالكًا لأصول الأشياء كلها، يورثها من يشاء ويستخلف فيها من أحب[1]»
- يقول أبو السعود في تفسير قوله تعالى:﴿وإنا لنحن نحيي ونميت ونحن الوارثون﴾ سورة الحجر:23: «" (ونحن الوارثون): أي الباقون بعد فناء الخلق قاطبة، المالكون للملك عند انقضاء زمان الملك، الحاكمون في الكل أولاً وآخراً، وليس لهم إلا التصرف الصوري والملك المجازي[1]»
- يقول البغوي عند تفسير قول الله تعالى: ﴿وأنت خير الوارثين﴾ سورة الأنبياء:89: «أثنى على الله بأنه الباقي بعد فناء الخلق، وأنه أفضل من بقي حياً[1]»
- يقول الطبري عند تفسير قوله تعالى: ﴿وكنا نحن الوارثين﴾ سورة القصص:58: «ولم يكن لما خّربنا من مساكنهم منهم وارث، وعادت كما كانت قبل سكناهم فيها، لا مالك لها إلا الله، الذي له ميراث السماوات والأرض[1]»